# 比倫多區
14°15′00″S 72°40′48″W / 14.25000°S 72.68000°W
比倫多區（西班牙語：Distrito de Virundo），是秘魯的一個區，位於該國南部阿普里馬克大區的格羅省，始建於1985年6月12日，面積117.2平方公里，海拔高度3,845米，2005年人口1,158，人口密度每平方公里9.9人。